# أليكس فروست
أليكس فروست (بالإنجليزية: Alex Frost)‏ ممثل أمريكي من مواليد 17 فبراير 1987م.

## مواقع خارجية
- أليكس فروست على موقع IMDb (الإنجليزية)
- أليكس فروست على موقع ألو سيني (الفرنسية)
- أليكس فروست على موقع أول موفي (الإنجليزية)
- أليكس فروست على موقع قاعدة بيانات الأفلام السويدية (السويدية)
- أليكس فروست على موقع قاعدة بيانات الفيلم (الإنجليزية)
- أليكس فروست على موقع كينوبويسك (الروسية)